# Danh sách câu lạc bộ bóng đá ở Libya
Đây là danh sách các câu lạc bộ bóng đá ở Libya.
Về danh sách đầy đủ, xem Thể loại:Câu lạc bộ bóng đá Libya

## A
- Alakhdhar S.C.
- Al Andalus Tobruk
- Al Ansar Club (Libya)
- Al Dhahra Bani Walid
- Al Harati Khums
- Al Ittihad Gheryan
- Al Sawa'ed
- Al Ta'awon
- Attersana S.C.
- Al Urouba (Ajelat)
- Al-Ahly SC (Benghazi)
- Al-Ahly SC (Tripoli)
- Al-Mustaqbal (football club)
- Alamn Alaam
- Alhiyad Sports Club
- Aljazeera Sports Club
- Annajma S.C.
- Asswehly S.C.
- Al Charara

## D
- Darnes Sports Club
- Dhahra

## H
- Hilal SC

## I
- Ittihad Club

## K
- Khaleej Sirte S.C.

## N
- Al-Nasr SC (Benghazi)
- Nojom Ajdabiya
- Nojoom Al Baazah

## O
- Olympic Azzaweya S.C.

## R
- Rafik Sorman

## S
- Shabaab al Jabal
- Al-Shat S.C.
- Al Soukour

## T
- Tahaddy Benghazi

## W
- Al-Wahda SC (Tripoli)